# Multiple Personality Heroine Frontier F
Multiple Personality Heroine Frontier F (エキサイティングヒロイン　多重人格ヒロイン　フロンティアＦ　危機) es una película japonesa, del 13 de agosto de 2010, producida por Zen Pictures. Es una película del género tokusatsu, de acción y aventuras, con artes marciales, dirigido por Masayuki Toyama, y protagonizada por Rui Saotome.
El idioma es en japonés, pero también está disponible con subtítulos en inglés, en DVD o descargable por internet.

## Argumento
Etsuko Kijima es una mujer asesina que ha mejorado sus habilidades físicas proporcionadas por un doctor llamado Furukawa. Su hermano más joven es Ryo Kijima, que es un comerciante que trafica con videos de guapas chicas torturadas, en el mercado negro. Fuka Jo es una de esas chica torturadas por Ryo.
Con el propósito de escapar del dolor de las torturas de Ryo, Fuka cre otra personalidad llamada "Maya". Maya es realmente una semidiosa, descendiente de la diosa Atenea y un humano. Fuka se transforma en Maya, que es la heroína Frontier F, y usando sus poderes logra derrotar a Ryo.
El tiempo pasa, y la historia de la heroína Frontier F se ha publicado en los periódicos, pero Fuka no logra recordar como se realizó su transformación en Frontier F que la hizo salvarse de Ryo Kijima. Es entonces cuando los planes del Dr. Furukawa empiezan a materializarse. El Dr. Furukawa revela a Fuka los increíbles poderes que posee.
Entretanto, Etsuko Kijima hace responsable a Frontier F de la muerte de su hermano Ryo, y jura venganza y enfrentarse a Frontier F.